# Mwingi
Mwingi est une ville du Kenya située dans le comté de Kitui, dans la Province de l'Ouest.

## Population
Mwingi compte une population urbaine de 15 970 habitants (au recensement de 2009).